# Little Simz

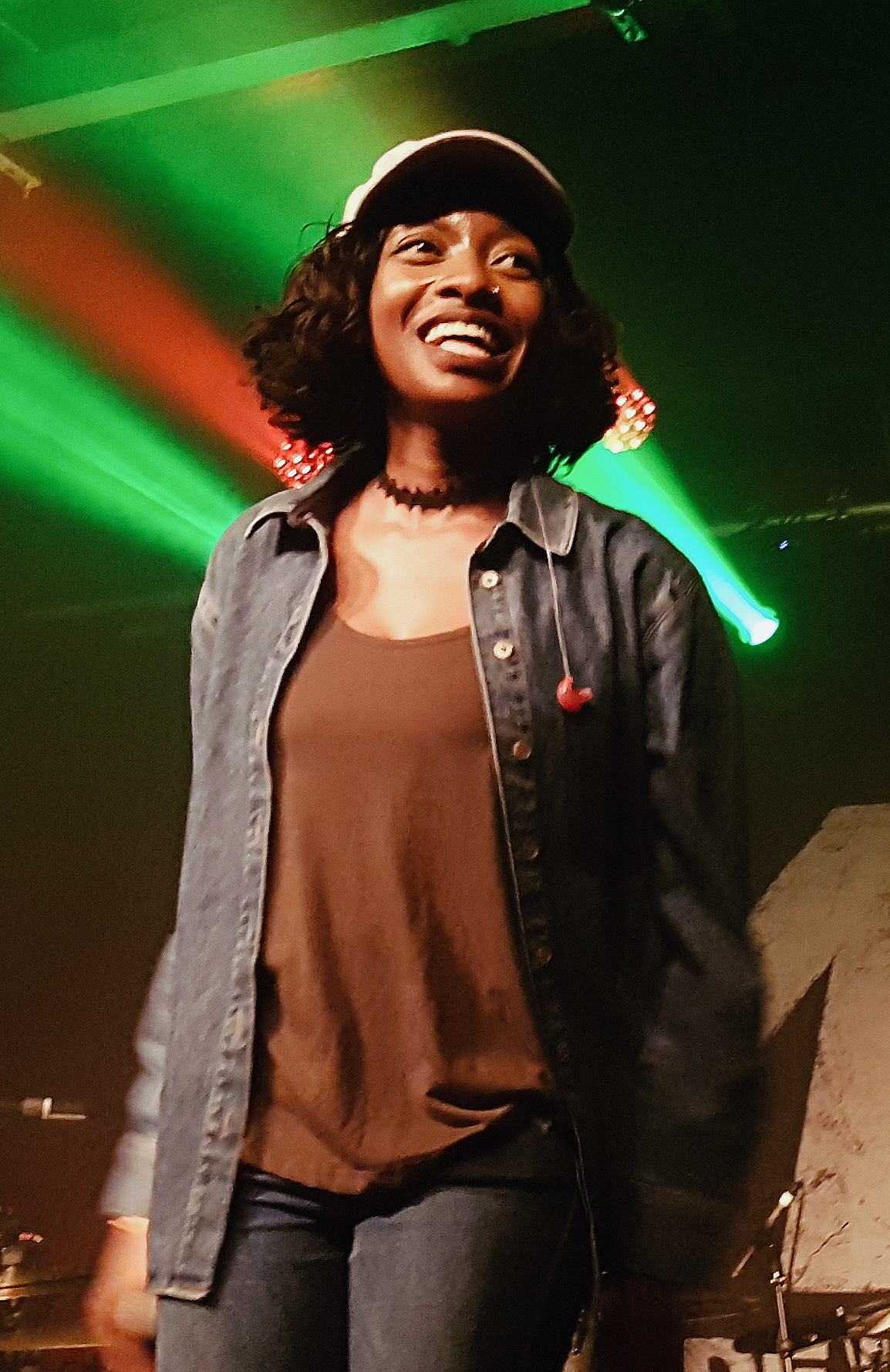
Little Simz live (2016)

Little Simz (* 23. Februar 1994 in Islington, London als Simbiatu Abisola Abiola Ajikawo) ist eine britische Rapperin, Sängerin und Schauspielerin.

## Name
Der Name Little Simz leitet sich von Ajikawos Vornamen ab. Bis 2013 firmierte sie unter dem Namen Lil Simz. Als Produzentin nennt sie sich zuweilen She, ebenso in den sozialen Netzwerken, wo sie auch als Simztheperson erscheint. Des Weiteren benutzt sie das Pseudonym Bars Simzson. In den Medien wird ihr Name meist mit Simbi Ajikawo angegeben. Simbi wird sie auch im Alltag genannt, und so nennt sie sich selbst in ihren Veröffentlichungen.

## Karriere

### Schauspiel
Erste größere Bekanntheit erlangte Ajikawo als Schauspielerin, als sie 2010 die Rolle der Vicky in der BBC-Serie Spirit Warriors spielte. 2013 spielte sie in fünf Folgen der Serie Youngers des britischen TV-Senders E4. Nach dieser Produktion stellte sie ihre Tätigkeit als Schauspielerin zunächst ein, um sich ganz ihrer Musikkarriere widmen zu können. Seit 2019 spielte sie in 18 Folgen der Netflix-Serie Top Boy die Rolle der Shelley.

### Musik
Little Simz bezeichnet ihre Musik selbst als Rap Experimental. Ihre Musik ist fest im Hip-Hop Subgenre Grime verwurzelt, zeichnet sich aber durch eine Offenheit gegenüber Einflüssen verschiedenster Musikstile und -genres aus. Elemente aus Rock, Jazz und sogar Klassik verleihen ihren Produktionen eine Genre-untypische, musikalische Vielschichtigkeit.
Zusammen mit Josh Arcé, Chuck 20 und Tilla bildet Simz das Musikerkollektiv Space Age. Regelmäßig erscheinen die Künstler als Gastmusiker auf den Veröffentlichungen der anderen, sie veröffentlichen aber auch als Gruppe.
Live tritt Little Simz sowohl mit DJs als auch mit Livebands auf. Bei einigen Songs spielt sie live selbst Gitarre.
Ajikawo begann schon im Kindesalter, zu rappen und zu musizieren. Bereits mit 11 Jahren trat sie zum ersten Mal in einem Jugendzentrum live auf. Als ihre frühen, prägenden Einflüsse nennt sie Missy Elliott und Lauryn Hill.
2010 veröffentlichte sie ihr erstes Mixtape Stratosphere. Der Radiomoderator DJ Semtex spielte den Titelsong wiederholt auf BBC 1Xtra, wodurch sie in der Hip-Hop-Szene bekannt wurde. Einen weiteren Schub erhielt ihre Popularität 2013, als Jay-Z ihr Mixtape Blank Canvas auf seiner Webpage Jay-Z’s Live and Times veröffentlichte.
Um ihre volle künstlerische Integrität und Freiheit zu wahren, gründete Simz 2014 ihr eigenes Label Age 101 Music.Limited. Vertrieben wurden die Veröffentlichungen von 2015 bis 2018 über Red Bull Music. 2018 wechselte sie den Vertriebspartner, und der weltweite Vertrieb ihrer Veröffentlichungen obliegt seither dem britischen Musikverlag AWAL, eine Tochtergesellschaft von Sony Music.
2015 bestritt Little Simz die Age 101: Drop the World Tour, ihre erste Welttournee (Europa, Nordamerika, Australien) als Headliner. 2015 veröffentlichte Little Simz ihr Debütalbum A Curious Tale Of Trials + Persons. Das Videoportal Vevo veröffentlichte eine knapp 15-minütige Videodokumentation über die Entstehung des Albums. Parallel zur Veröffentlichung des Albums fand in London unter dem Titel Visualised: 10 Emerging Artists Respond To Music by Little Simz eine Ausstellung statt, auf der die Werke von 10 Künstlern präsentiert wurden, welche die Stücke von A Curious Tale Of Trials + Persons interpretiert und bildlich umgesetzt hatten. In der Folge absolvierte Little Simz eine weitere Welttournee als Headliner.

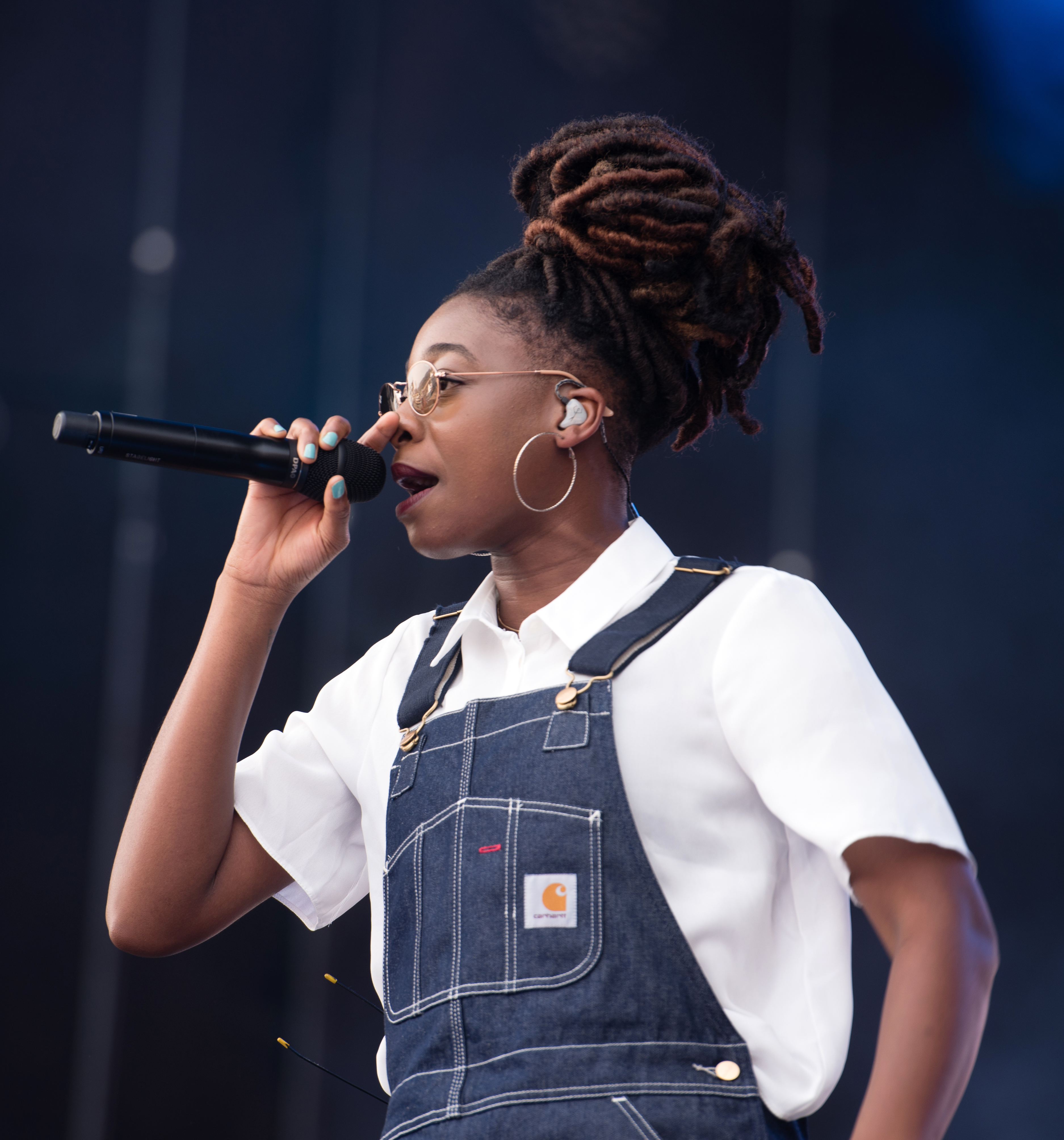
Little Simz (2019)

Ende 2016 veröffentlichte Simz ihr Multimedia-Projekt Stillness in Wonderland. Neben einem gleichnamigen Album erschien Stillness in Wonderland – The Film, ein Kurzfilm bei dem Jeremy Cole Regie führte, sowie die auf vier Teile angelegte Comic-Miniserie Welcome to Wonderland (Autor: Eddie Smith, Zeichner Mckay Felt). Zur Veröffentlichung fand in London eine The Stillness in Wonderland Experience genannte Live-Veranstaltung statt. Neben einer Ausstellung mit Werken des Künstlers Mckay Felt traten auf zwei Bühnen Little Simz mit Band und zahlreiche Gastmusiker wie Mick Jenkins, Tiffany Gouché und das Jazz-Ensemble Nérija auf.
Im Rahmen der Welcome to Wonderland Tour bestritt Simz Anfang 2017 ein weiteres Mal zahlreiche Konzerte in Europa, Nordamerika und Australien. Im Februar des Jahres nahm sie mit Musikern der Band Phony Ppl eine Session für die beliebte NPR-Serie Tiny Desk Concerts auf.
Little Simz' Album Grey Area erreichte 2019 Platz 87 der britischen Charts und wurde für den Mercury Prize nominiert. Im Mai 2020 folgte die EP Drop 6, die ihre „persönlichen Erfahrungen und Selbstzweifel in der sozialen Isolation in Folge der Coronavirus-Pandemie“ (ByteFM) behandelt.
Ebenfalls im coronabedingten Lockdown, zunächst in London, später in Berlin, schrieb Simz das Album Sometimes I Might Be Introvert, das 2021 erschien. Der Titel des 19 Stücke umfassenden Albums ist ein Akronym ihres Rufnamens Simbi. Für ihr Album erhielt Little Simz 2022 den Mercury Prize.
2022 erschien das Album No Thank You, das 10 Songs umfasst. Das Album wurde ohne große Werbekampagne und ohne Single-Auskoppelungen an einem Montag (typischerweise erscheinen Alben am Freitag) veröffentlicht. Mehrere Rezensenten betrachten das Album als „Abrechnung“ mit der Musikindustrie.

## Biografisches und Privatleben
Ajikawo kam als Tochter nigerianischer Einwanderer zur Welt. Sie wuchs in ihrem Geburtsort Islington auf, die Familie wohnte in einem Haus, in dem Geflüchtete vom Sozialamt untergebracht wurden. Sie besuchte die Highbury Fields School in Highbury und war regelmäßige Besucherin des St. Mary’s Youth Club in Islington, wo ihr kreatives Talent gefördert wurde. In der Folge studierte sie Music Technology am Westminster Kingsway College in London.
2018 wurde ihr enger Freund Harry Uzoka, britisches Model und Schauspieler, auf offener Straße ermordet. Simz widmete ihm den Song Wounds auf dem Album Grey Area, in dem sie die traumatische Erfahrung reflektiert.

## Diskografie

### Alben
- 2015: A Curious Tale Of Trials + Persons (Age 101 Music)
- 2016: Stillness In Wonderland (Age 101 Music)
- 2017: Stillness In Wonderland Deluxe Edition (Age 101 Music); enthält 8 zuvor unveröffentlichte Bonus-Stücke.
- 2019: Grey Area (Age 101 Music)
- 2021: Sometimes I Might Be Introvert (Age 101 Music)
- 2022: No Thank You  (Forever Living Originals)
- 2025: Lotus (Better Noise)

### Mixtapes
- 2010: Stratosphere (als Lil Simz) (Selbstverlag)
- 2011: Stratosphere 2 (als Lil Simz) (Selbstverlag)
- 2013: Blank Canvas (Selbstverlag)
- 2013: XY.Zed (Selbstverlag)
- 2014: E.D.G.E (Age 101 Music)[a 1]

### EPs
- 2014: Age 101: Drop 1 (Age 101 Music)
- 2014: Age 101: Drop 2 (Age 101 Music)
- 2014: Age 101: Drop 3|000 (Age 101 Music)
- 2014: Time Capsule (Little Simz & Jakwob) (Boom Ting Recordings)
- 2015: Age 101: Drop 4 (Age 101 Music)
- 2015: The Theory Of… (mit Space Age) (Age 101 Music)
- 2015: Age 101: Drop X (Age 101 Music)
- 2020: Drop 6 (Age 101 Music)

### Singles
- 2015: Dead Body Part 2&3 (feat. Kano and Stormzy) (Age 101 Music)
- 2015: Don´t Forget (Age 101 Music)
- 2016: Poison Ivy (Age 101 Music)
- 2017: Backseat (Selbstverlag)
- 2017: Customz (feat. Bibi Bourelly) (Selbstverlag)
- 2017: Good for What (Age 101 Music)
- 2017: Boss (Age 101 Music)
- 2018: Morning (Age 101 Music)
- 2018: Offence (Age 101 Music)
- 2018: 101 FM (Age 101 Music)
- 2019: Selfish (feat. Cleo Sol) (Age 101 Music)
- 2021: Introvert (Age 101 Music)
- 2021: Woman (feat. Cleo Sol, UK: Silber) (Age 101 Music)
- 2021:  Rolin' Stone (Age 101 Music)
- 2025: Flood (feat. Obongjayar, Moonchild Sanelly) (Little Simz, License AWAL Recordings)
- 2025: Free (Little Simz, License AWAL Recordings)

### Kompilationen
- 2015: Age 101: Drop Everything (Age 101 Music)[a 2]

### Beiträge für Sampler
- 2018: Project Unfollow (Vinyl Me Please)

### Veröffentlichte Lieder als Gastmusikerin
- 2014: Cuckoo (Raleigh Ritchie feat. Little Simz) (Sony Music)
- 2014: The Drop (Nick Brewer feat. Little Simz) (Nick Brewer Selbstverlag)
- 2015: Bad Dreams (Joywave feat. Little Simz and Mick Jenkins) (Universal Music)
- 2015: Catapult (Lena feat. Little Simz and Kat Vinter) (We Love Music)
- 2015: FFFS (MeLo-X feat. Little Simz) (Galax Recordings)
- 2015: The Nest (Faze Miyake feat. Little Simz) (Rinse)
- 2015: The Rhythm Remix (MNEK feat. Little Simz) (Universal Music)
- 2015: Sleep Paralysis (Junia T. feat. Little Simz and Emerson Brooks) (Junia T. Selbstverlag)
- 2016: Back To My Love (Becky Hill feat. Little Simz) (Eko Records)
- 2016: Far Cry (Jack Garratt feat. Little Simz) (Island Records)
- 2016: Indie Girls (Jesse Boykins III feat. Little Simz and Kilo Kish) (Jesse Boykins III Selbstverlag)
- 2016: So Human (Rosie Lowe feat. Little Simz) (Wolf Tone)
- 2016: Table (Kehlani feat. Little Simz) (Kehlani Selbstverlag)
- 2017: Garage Palace (Gorillaz feat. Little Simz) (Parlophone/Warner)
- 2017: Location (Khalid feat. Little Simz) (Sony/RCA)
- 2017: The Book (OTG feat. Little Simz) (OTG Selbstverlag)
- 2018: Proud of Me (Mahalia feat. Little Simz) (Atlantic Records)
- 2019: Favourites (The S.L.P. feat. Little Simz)

## Filmografie
- 2010: Spirit Warriors (TV-Serie, 10 Folgen)
- 2012: Ill Manors (Regie: Ben Drew)
- 2013: Youngers (TV-Serie, 5 Folgen)
- 2017: Stillness in Wonderland – The Film (Regie: Jeremy Cole)
- seit 2019: Top Boy (TV-Serie, 10 Folgen)
- 2021: Venom: Let There Be Carnage

## Auszeichnungen
The 405 Alternative Mercury Prize
- 2015 Best Album (A Curious Tale Of Trials + Persons)[33]

AIM Independent Music Awards
- 2016 Independent Album of the Year (A Curious Tale Of Trials + Persons)[34]

Dice Live Award
- 2015 Best Emerging Live Act[35]

Worldwide Awards
- 2015 Breakthrough Act of the Year[36]

Mercury Prize
- 2022 (Sometimes I Might Be Introvert)[23]